# Alexei Panshin
Alexei Adam Panshin (Lansing (Michigan), 14 augustus 1940 – 21 augustus 2022) was een Amerikaanse schrijver van sciencefiction.  Hij is vooral bekend door zijn roman Rite of Passage, waarmee hij in 1969 de Nebula Award won.
De Anthony Villiers-serie is een cultfavoriet. Het vierde deel van de serie, The Universal Pantograph, is nooit uitgekomen, naar wordt beweerd vanwege een conflict tussen schrijver en uitgever.
Panshin schreef een kritische studie van de SF-legende Robert A. Heinlein, Heinlein In Dimension. Samen met zijn vrouw Cory publiceerde hij SF in Dimension, Earth Magic en The World Beyond the Hill: Science Fiction and the Quest for Transcendence. Het laatste boek won de 1990 Hugo Award voor de beste non-fictie.
Alexei Panshin overleed op 82-jarige leeftijd.